# Lago Ngami
El lago Ngami es un lago Endorreico al norte de Botsuana en el desierto de Kalahari. Es la temporada alta es llenado por el río Okavango, a través del delta del Okavango. Es uno de los remanentes del antiguo lago Makgadikgadi. A pesar de que el lago se ha visto reducido drásticamente desde 1890, sigue siendo un importante hábitat para las aves y la fauna silvestre, especialmente en años de alta crecida. 
El lago Ngami ha sido visitado por grandes personalidades durante los siglos XIX y XX; David Livingstone lo descubrió y describió en 1849 como un «brillante lago, de aproximadamente 80 millas (130 km) de largo y 20 de ancho». Livingstone también realizó diversos apuntes sobre los pueblos originarios de la zona; entre los cuales escribió que los nativos tenían una historia similar a la de la Torre de Babel, (Viajes Misioneros, cap. 26). Charles John Andersson (autor de Lago Ngami; o, Exploraciones y Descubrimientos durante cuatro años de andanzas en la tierra del suroeste de África, en 1855) y Frederick Thomas Green también visitaron la zona a principios de 1850. Frederick Lugard encabezó una expedición británica al lago en 1896. Arnold Weinholt Hodson pasó por la zona en su viaje de Serowe a las cataratas Victoria en 1906.